# فرسان قلعة رباح

الصليب اليوناني ذو الزنابق على أطرافه شعار فرسان قلعة رباح.

فرسان قلعة رباح (بالإسبانية: Orden de Calatrava)‏ (بالبرتغالية: Ordem de Calatrava‏) هو أول ميليشيا عسكرية تتكوّن في مملكة قشتالة، وثاني رباط عسكري يمنح مرسومًا بابويًا للاعتراف به من قبل البابا ألكسندر الثالث في 26 سبتمبر 1164. فقد هذا الرباط العسكري قوته السياسية والعسكرية بنهاية القرن الخامس عشر الميلادي، وانحلّ نهائيًا في سنة 1838 م.